# Аэродинамика автомобиля

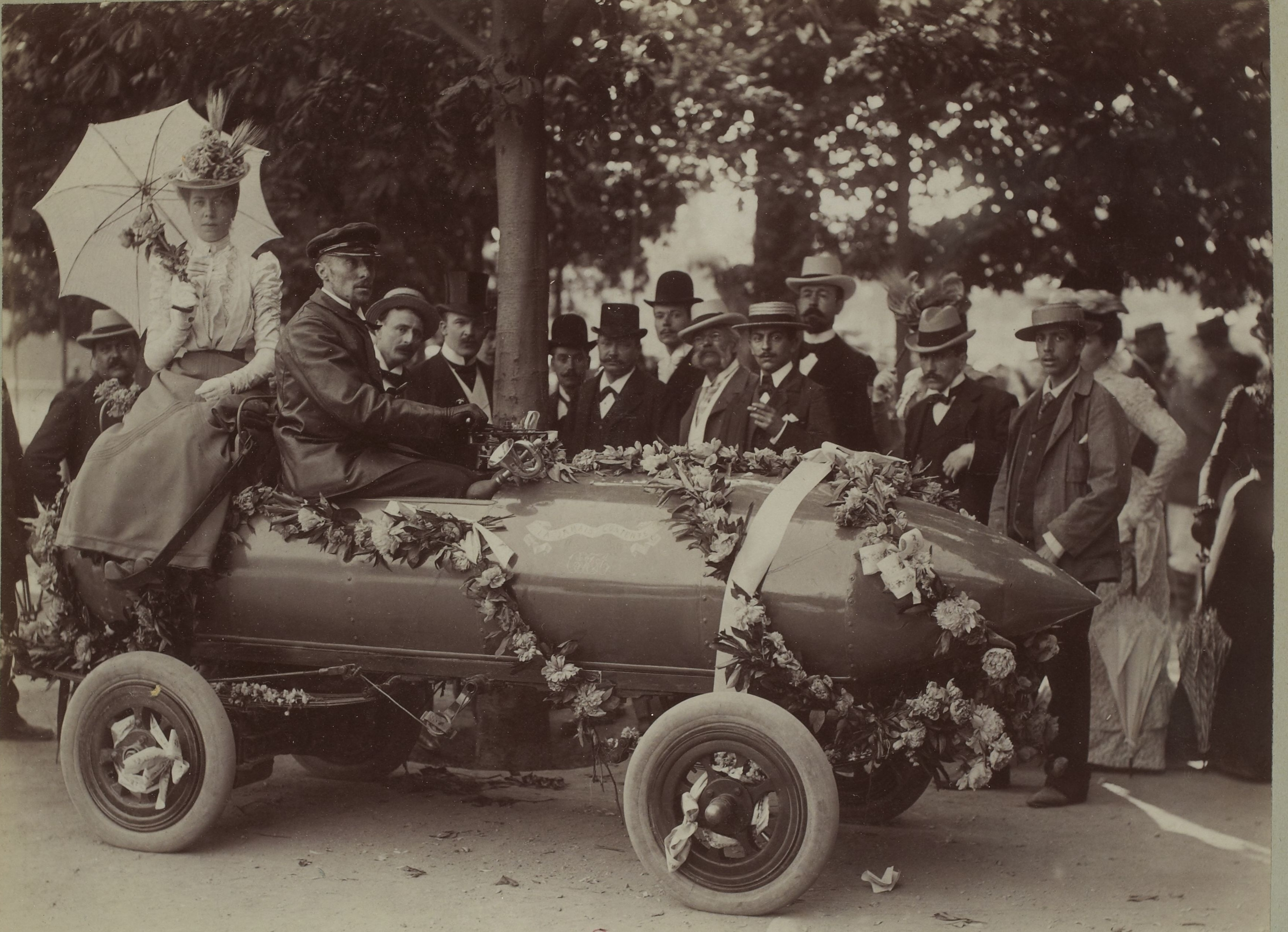
La Jamais Contente, 1899 год, спортивный электромобиль достиг рекордной скорости 120 км/ч

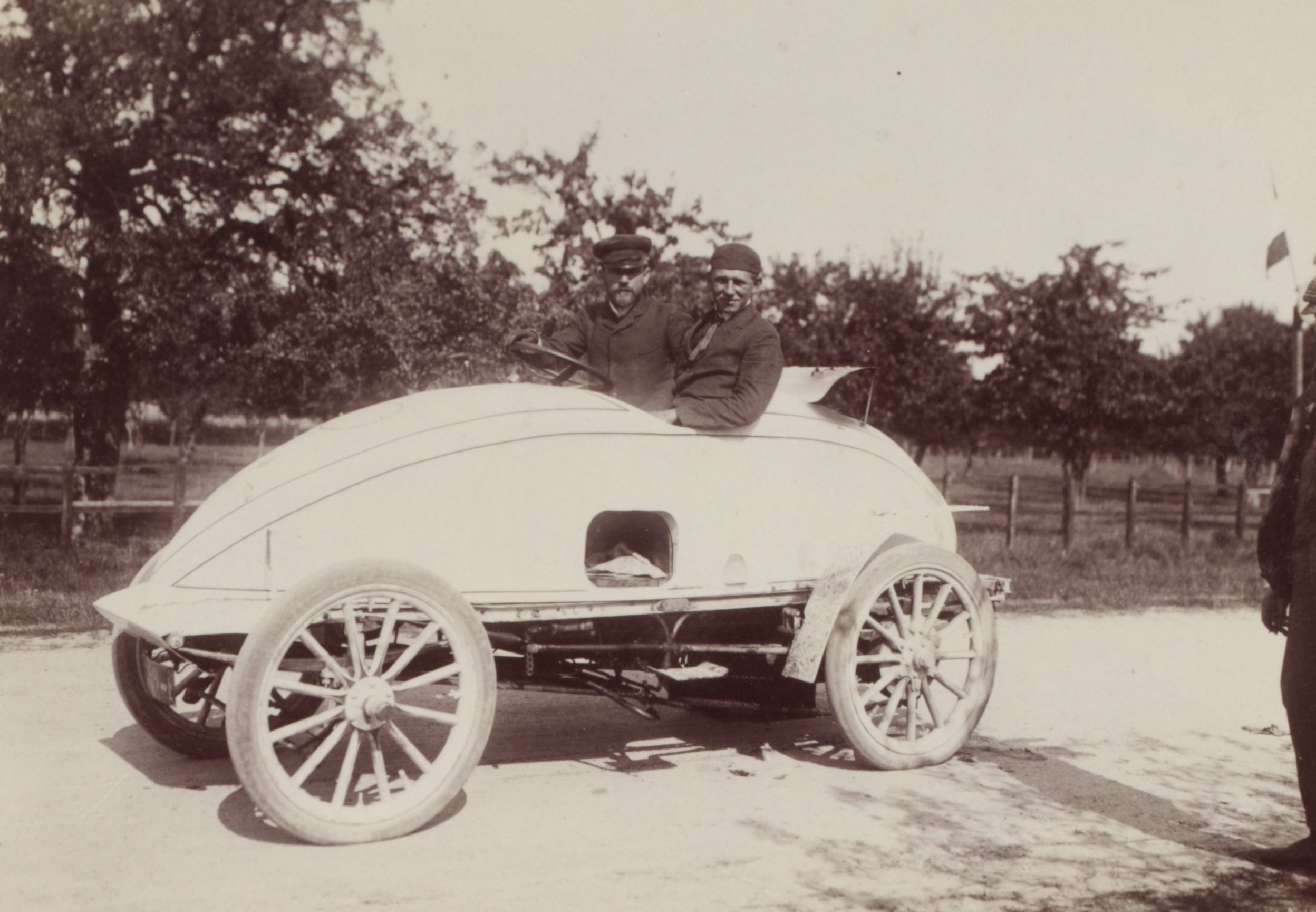
автомобиль «Oeuf de Pâques» («Пасхальное яйцо») Леона Серполле 1902 года, рекорд 120 км/ч

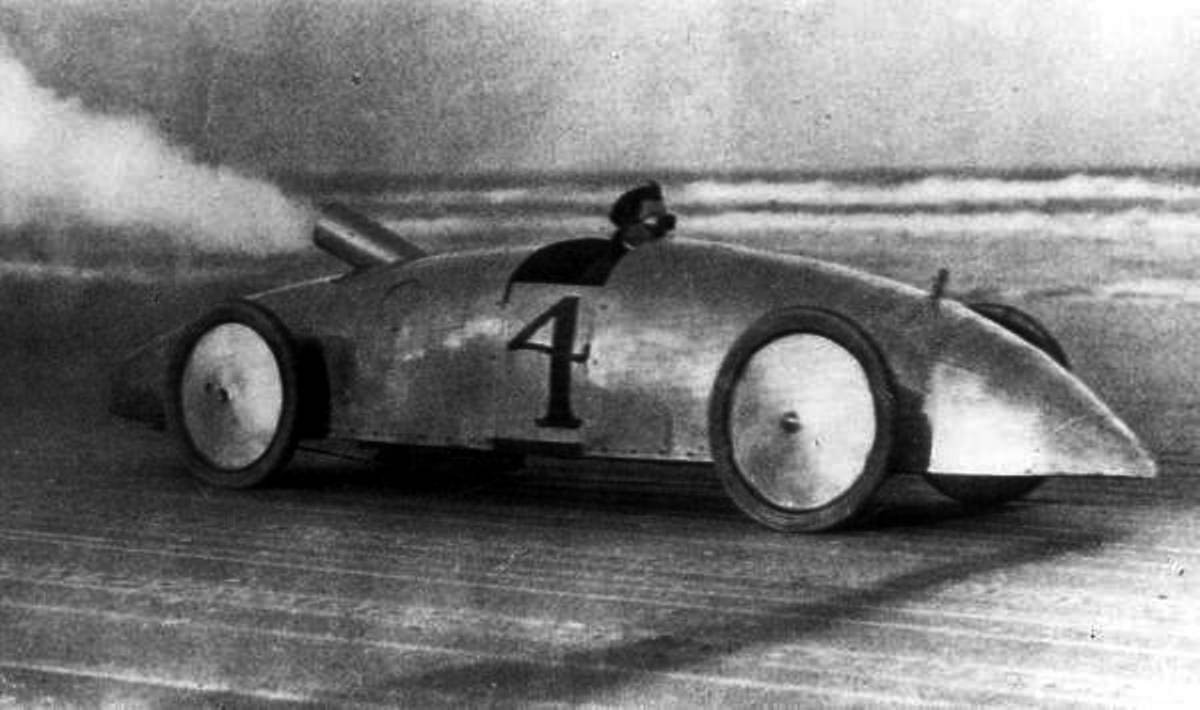
спортивный паровой автомобиль «Wogglebug» 1903 года, достиг скорости 152 км/ч в 1905 году

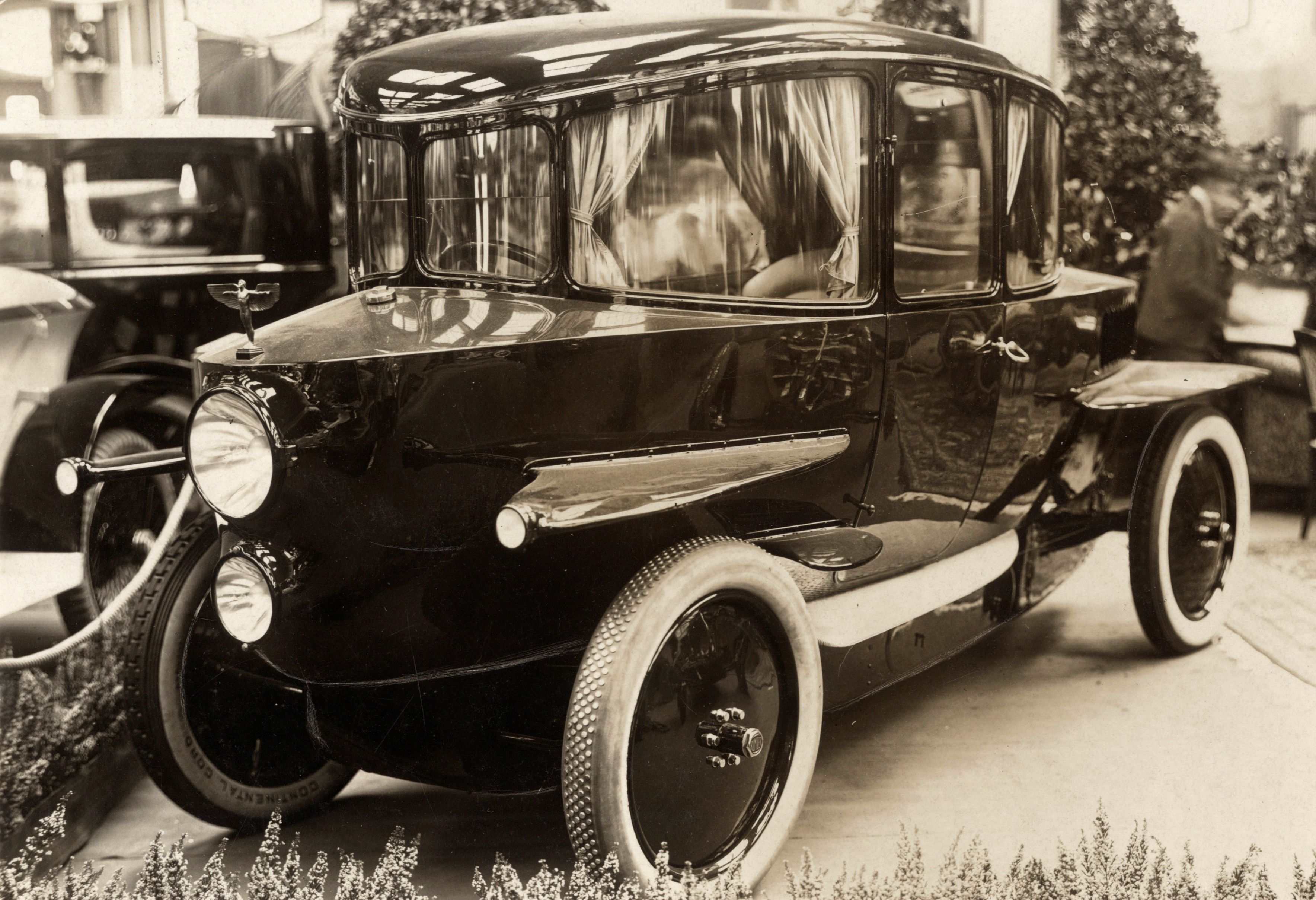
первый серийный автомобиль обтекаемой формы 1921 года

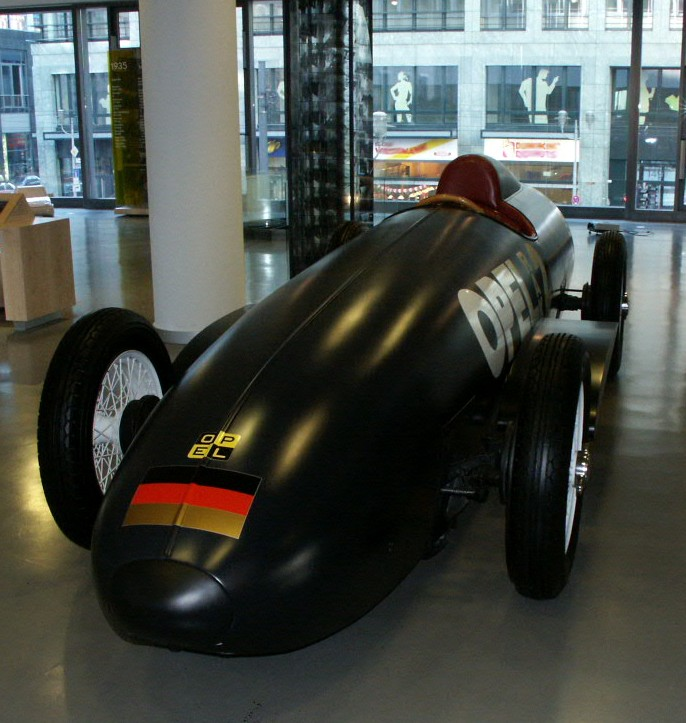
«Opel RAK-2» в музее (1928)

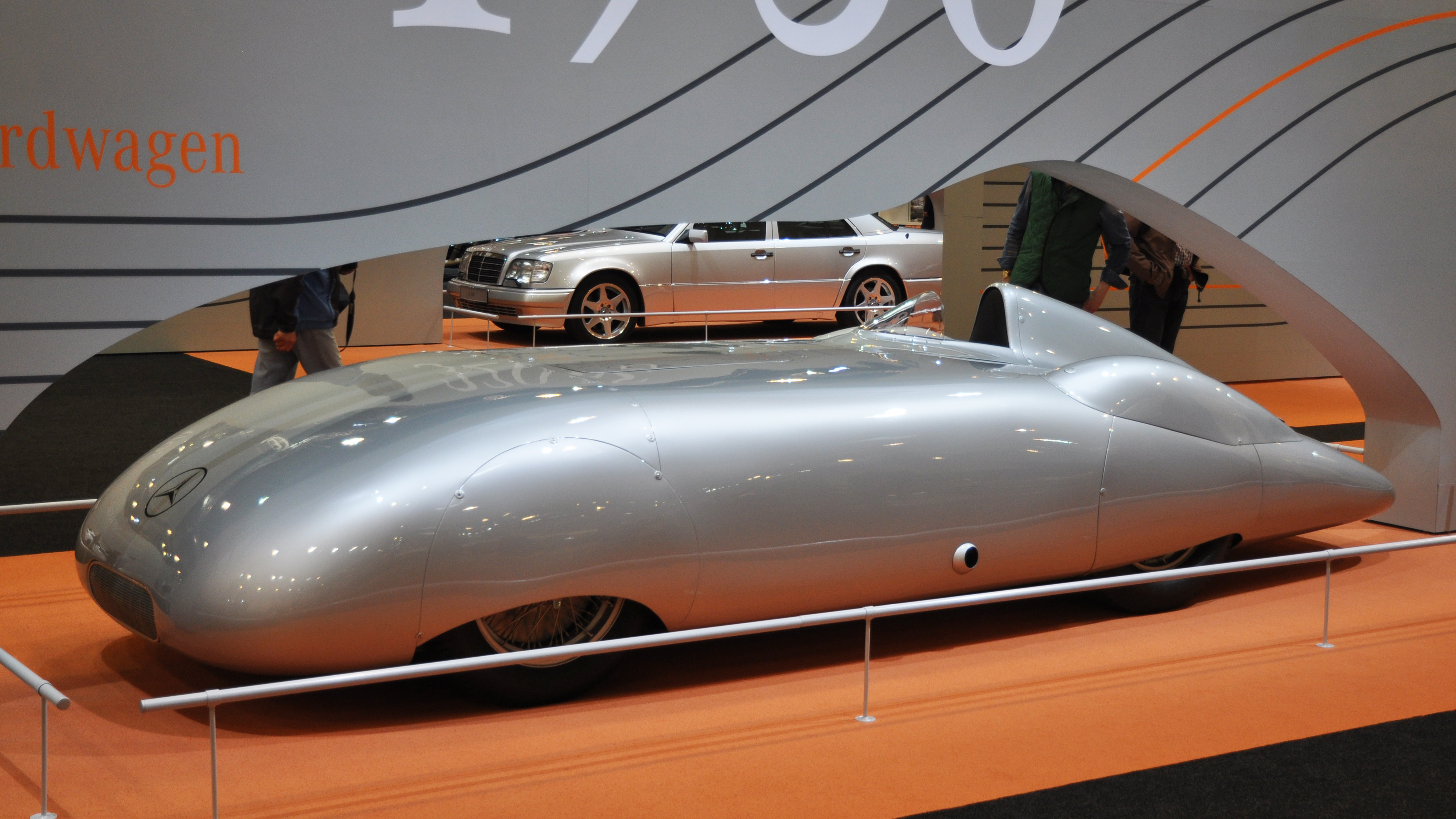
спортивный Mercedes-Benz W25 1936 года

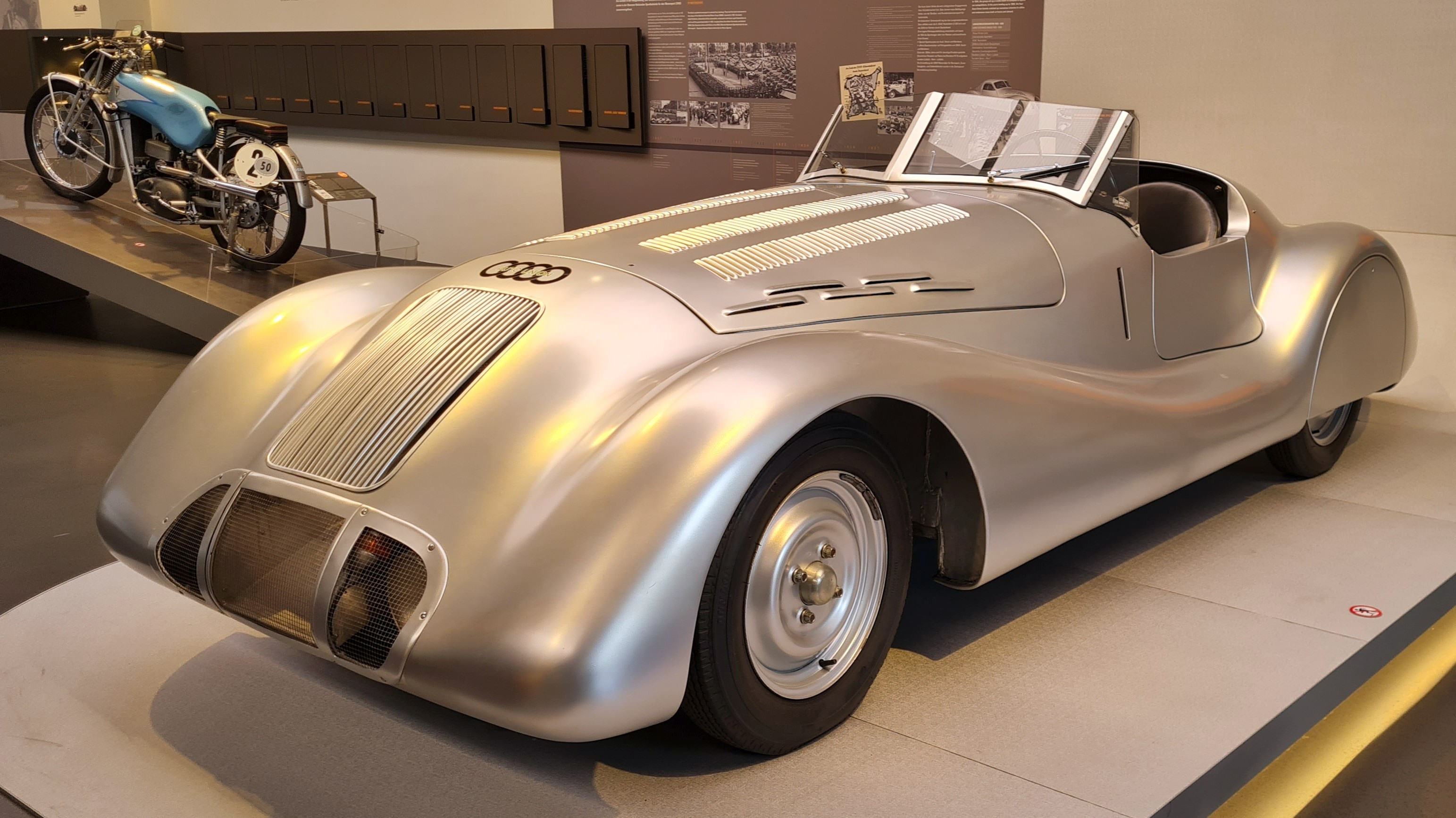
немецкий автомобиль «Wanderer W 25 Stromlinie Spezial» 1938 года в музее

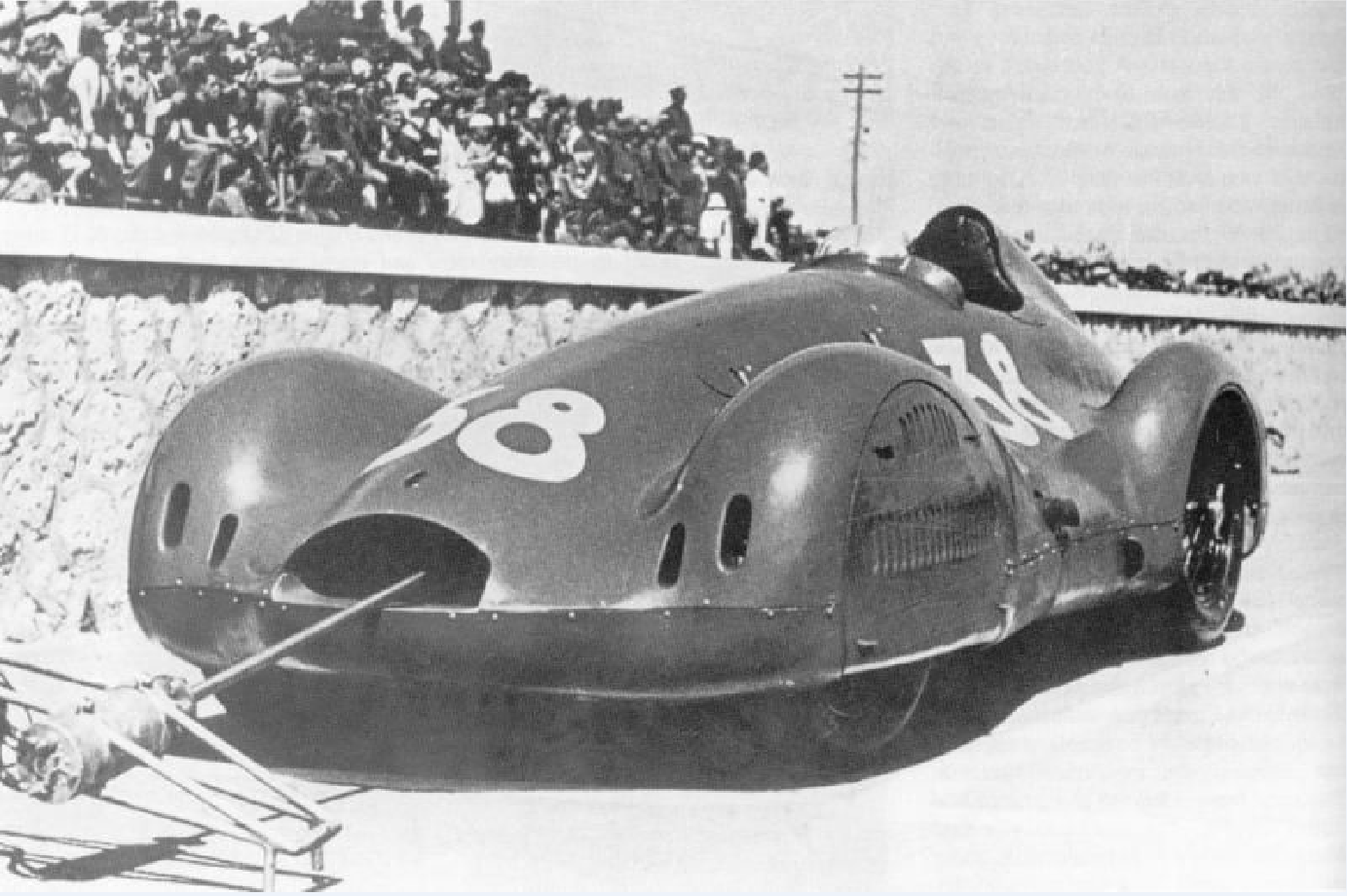
Мазерати 1939 год

Аэродина́мика автомоби́ля — раздел аэродинамики, изучающий аэродинамику автомобилей и другого дорожного транспорта. К числу первых автомобилей с кузовами удобообтекаемых форм следует отнести автомобили, построенные Женетти, Бергманом, Альфа-Ромео, Румплером и Яраем, появившиеся не столько в связи с изучением законов аэродинамики, сколько в результате чисто механического заимствования форм, используемых в снарядо-, корабле-, дирижабле- и самолётостроении. Наибольшего внимания заслуживает автомобиль конструкции инженера Ярая, который считал, что для тела, движущегося в непосредственной близости к поверхности дороги, в качестве теоретически наивыгоднейшей формы может служить разделенный пополам корпус дирижабля со слегка выпуклой нижней стороной и тщательно закругленными краями.

## Главные цели
Главные цели автомобильной аэродинамики это:
- Уменьшение сопротивления воздуха и, как следствие, увеличение максимальной скорости и снижение расхода топлива.
- Снижение уровня шума.
- Предотвращение появления поднимающих сил (обеспечение прижимной силы) и других проявлений аэродинамической неустойчивости.
- Оптимизация процесса охлаждения некоторых агрегатов автомобиля.
- Уменьшение загрязнения дорожной грязью стёкол, некоторых элементов охлаждения и воздушного фильтра автомобиля.

## Особенности
Есть отличия в аэродинамике автомобилей и аэродинамике воздушного транспорта. Во-первых, характерная форма дорожного транспорта намного менее обтекаемая в сравнении с воздушным транспортом. Во-вторых, для автомобилей необходимо учитывать влияние дорожного покрытия на потоки воздуха. В-третьих, скорости наземного транспорта намного меньше. В-четвертых, у наземного транспорта меньше степеней свободы чем у воздушного, и его движение меньше зависит от аэродинамических сил. В-пятых, Наземный транспорт имеет особые ограничения во внешнем виде, связанные с высокими требованиями безопасности. И, наконец, большинство водителей наземного транспорта менее обучены чем пилоты и обычно водят, не стремясь достичь максимальной экономичности.

## Сила сопротивления воздуха
Сила сопротивления воздуха вычисляется по формуле:
{\displaystyle F={{1 \over 2}\cdot {C_{x}}\cdot \rho \cdot {S}\cdot {V^{2}}}}
Где {\displaystyle \rho } — плотность воздуха, S —площадь поперечной проекции автомобиля, {\displaystyle C_{x}} — коэффициент аэродинамического сопротивления, V — скорость автомобиля. Из формулы видно, что сила сопротивления воздуха пропорциональна квадрату скорости. На больших скоростях сила сопротивления воздуха превосходит другие силы сопротивления. Из формулы также видно, что уменьшить силу сопротивления можно путём уменьшения коэффициента Cx и уменьшения площади поперечной проекции. Наличие силы сопротивления воздуха объясняется тем, что при движении автомобиль сжимает воздух, находящийся перед ним, и там образуется область повышенного давления, и разрежает воздух позади себя, где образуется область пониженного давления.
Существует также сила поверхностного трения, возникающая из-за трения между неровностями поверхности автомобиля и воздухом.
Внутренние объёмы автомобиля также оказывают влияние на коэффициент сопротивления, и, следовательно, на силу сопротивления воздуха.

## Способы изучения аэродинамики автомобиля
Аэродинамика автомобилей изучается испытаниями в аэродинамической трубе и компьютерным моделированием. Аэродинамические трубы иногда оснащаются подвижной дорожкой, а колёса приводятся во вращение для учёта влияния дороги и вращающихся колес на потоки воздуха.